# Roland Theodore Symonette
Sir Roland Theodore Symonette (Eleuthera, 16 de dezembro de 1898 - Nassau, 13 de março de 1980) foi um político bahamiano.
Entre 1955 e 1964 foi o chefe político do arquipélago de Bahamas e a partir de 1964, com a autonomia política das ilhas, tornou-se o primeiro primeiro-ministro das ilhas.